# トーヴァルセン美術館

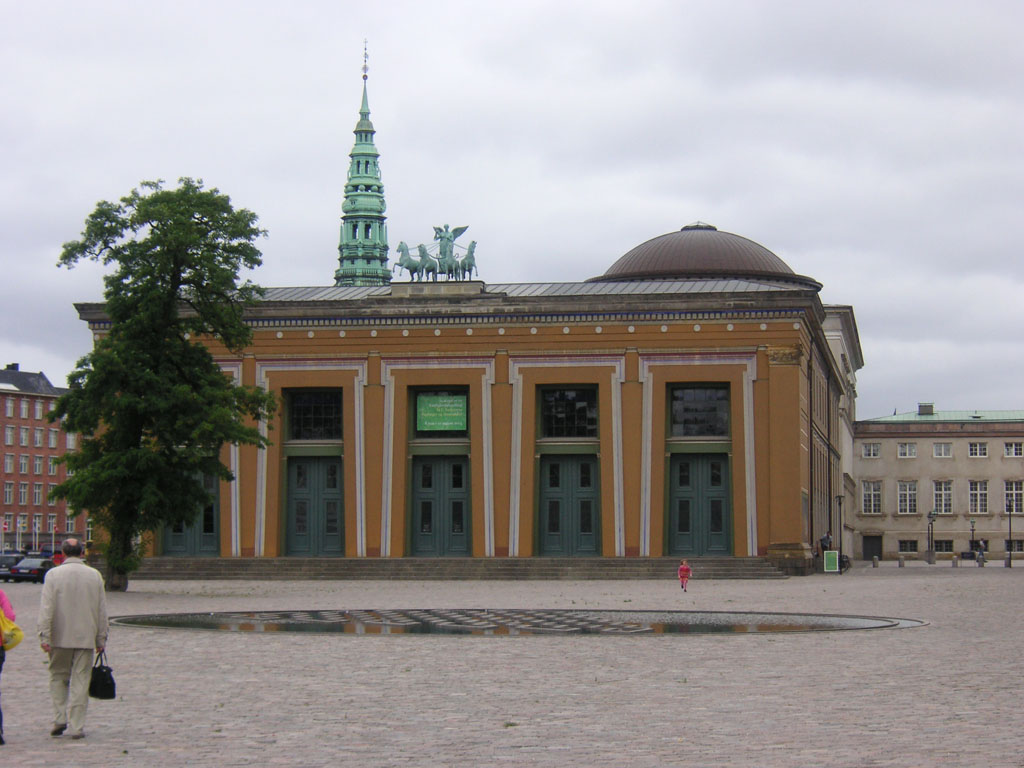
トーヴァルセン美術館

トーヴァルセン美術館 (Thorvaldsens Museum) は、デンマークの首都コペンハーゲンにある美術館。1839年から建設工事がはじめられ、1848年にオープンした歴史ある美術館である。クリスチャンスボー城の北に位置する。
デンマークを代表する彫刻家のベルテル・トーヴァルセンの作品が集められている。